# ESL (empresa)
A ESL Gaming GmbH, fazendo negócios como ESL (anteriormente conhecida como Electronic Sports League), é uma organizadora e produtora de torneios de esportes eletrônicos que trabalha em âmbito global. ESL foi a maior empresa de esportes eletrônicos do mundo em 2015, e a mais antiga ainda em operação. Com sede em Colônia, Alemanha, a ESL tem onze escritórios e múltiplos estúdios internacionais de TV ao redor do mundo. ESL é uma das maiores empresas de esportes eletrônicos a transmitir pela Twitch.